# Курима (Словаччина)
Курима (словац. Kurima) — село в Словаччині, Бардіївському окрузі Пряшівського краю. Розташоване в північно-східній частині Словаччини.
Вперше згадується у 1270 році.
В селі є римо-католицький костел з 14 ст.

## Населення
| Рік:            | 1994. | 2004.   | 2014.   | 2024.   |
| --------------- | ----- | ------- | ------- | ------- |
| Кількість осіб: | 1033  | 1072    | 1127    | 1125    |
| Різниця:        |       | +3,77 % | +5,13 % | -0,17 % |

| Рік:            | 2023. | 2024.   |
| --------------- | ----- | ------- |
| Кількість осіб: | 1111  | 1125    |
| Різниця:        |       | +1,26 % |

В селі проживає 1126 осіб.
Національний склад населення (за даними останнього перепису населення — 2001 року):
- словаки — 90,71%
- цигани — 8,54%
- русини — 0,09%
- українці — 0,09%
- чехи — 0,09%

Склад населення за приналежністю до релігії станом на 2001 рік:
- римо-католики — 96,25%,
- греко-католики — 1,88%,
- протестанти — 0,28%,
- православні — 0,19%,
- не вважають себе віруючими або не належать до жодної вищезгаданої церкви — 1,31%